# Йеменский диалект арабского языка
Йе́менский диалект арабского языка (араб. اللهجة اليمنية‎) — кластер разновидностей арабского языка, распространённых в Йемене, а также на юго-западе Саудовской Аравии, в Сомали и Джибути. Как правило йеменский арабский считается очень консервативным диалектом, так как в нём сохранились многие черты классического арабского, которые не нашли распространения в большей части арабского мира.
Йеменский диалект можно разделить на несколько основных диалектных групп, каждая из которых обладает своей неповторимой лексикой и фонетикой. Наиболее значительными из этих групп являются: севернойеменский диалект (диалект Саны), южнойеменский диалект (таизско-аденский) и диалект Хадрамаута. Йеменский арабский используется в ежедневном общении и не имеет официального статуса, а современный арабский (стандартный) литературный язык используется в служебных целях, в образовании, торговле и СМИ.
Помимо йеменского диалекта в Йемене имеются и другие разновидности арабского языка. По данным Ethnologue, в Йемене распространены диалекты Персидского залива (халиджи, 10 тыс. носителей) и еврейско-йеменский диалект (1 тыс. носителей), языки хобйот (на границе с Оманом), батхари (батари), мехри (50 тыс. носителей на востоке страны) и сокотрийский язык (57 тыс. носителей на острове Сокотра и др. островах).